# Mezquita de Et'hem Bey
La Mezquita Et'hem Bey (en albanés, Xhamia e Et'hem Beut) se encuentra situada en el centro de Tirana, capital de Albania. 
La construcción del edificio se inició en 1789 por orden de  Molla Bey, siendo acabada en 1823 por su hijo, Haxhi Et'hem Bey. Durante el régimen comunista, tras la Segunda Guerra Mundial, fue cerrada al culto. En 1991, y durante las revueltas que terminaron por ocasionar la caída de la República Popular de Albania, unas 10.000 personas penetraron en el interior sin permiso, pese a la prohibición oficial. Esto significó el inicio del fin del comunismo en el país. Desde el punto de vista artístico, destacan algunos frescos en el pórtico, con representaciones de árboles, cascadas y puentes, motivos generalmente inhabituales en el arte musulmán.